# Луг Самоборски
Луг Самоборски је насељено место у саставу Града Самобора у Загребачкој жупанији, Хрватска. До територијалне реорганизације у Хрватској налазио се у саставу старе загребачке приградске општине Самобор.

## Становништво
На попису становништва 2011. године, Луг Самоборски је имао 981 становника.

## Попис1991.
На попису становништва 1991. године, насељено место Луг Самоборски је имало 660 становника, следећег националног састава:
| Попис 1991.‍  | Попис 1991.‍  | Попис 1991.‍ | Попис 1991.‍ | Попис 1991.‍ |
| ------------ | ------------ | ----------- | ----------- | ----------- |
|              |              |             |             |             |
| Хрвати       | Хрвати       |             | 619         | 93,78%      |
| Срби         | Срби         |             | 9           | 1,36%       |
| Југословени  | Југословени  |             | 6           | 0,90%       |
| Албанци      | Албанци      |             | 4           | 0,60%       |
| Јевреји      | Јевреји      |             | 1           | 0,15%       |
| Словенци     | Словенци     |             | 1           | 0,15%       |
| неопредељени | неопредељени |             | 8           | 1,21%       |
| непознато    | непознато    |             | 12          | 1,81%       |
| укупно: 660  |              |             |             |             |